# Hylesia rubriprocta
Hylesia rubriprocta är en fjärilsart som beskrevs av Eugène Louis Bouvier 1930. Hylesia rubriprocta ingår i släktet Hylesia och familjen påfågelsspinnare. Inga underarter finns listade i Catalogue of Life.